# Ascogaster polystriatuser
Ascogaster polystriatuser är en stekelart som beskrevs av Ji och Chen 2003. Ascogaster polystriatuser ingår i släktet Ascogaster och familjen bracksteklar. Inga underarter finns listade.